# Verdrag inzake de Internationale Bepalingen ter voorkoming van aanvaring op zee
Het Verdrag inzake de Internationale Bepalingen ter voorkoming van aanvaring op zee, BvA-verdrag (Convention on the International Regulations for Preventing Collisions at Sea, COLREG-verdrag) is een verdrag dat de internationale verkeersregels op zee vaststelt. In deze regels zijn onder andere de onderlinge uitwijkregels tussen schepen vastgelegd. De bepalingen zijn in 1972 opgesteld door de Internationale Maritieme Organisatie. De bepalingen bestaan uit 38 voorschriften verdeeld over zes delen. Het verdrag was een volledige herziening van de bepalingen uit 1960.
Een van de belangrijkste onderdelen van het verdrag is de invoering van verkeersscheidingsstelsels die een belangrijke bijdrage hebben geleverd aan de afname van het aantal aanvaringen.

## Geschiedenis
Het verdrag uit 1972 is er een in een lange lijn van regelgeving. Gezien het internationale karakter van de zeevaart was het van belang om ook de regelgeving internationaal te maken. In 1840 had het Trinity House in het Verenigd Koninkrijk de toen gangbare ongeschreven regels verzameld. Deze werden in 1846 bekrachtigd door het Britse parlement in de Steam Navigation Act (SNA 1846). Hiermee konden voor het eerst boetes worden opgelegd aan gezagvoerders die zich niet aan deze regels hielden. In tegenstelling tot moderne wetgeving bestond deze wet uit zowel bepalingen ter voorkoming van aanvaring als uit bepaling om aansprakelijkheid en compensatie vast te stellen. In 1848 voerde de Admiralty het systeem van Evans voor de navigatielichten.
In 1848 nam Frankrijk de Britse wetgeving op dit vlak over, in 1850 gevolgd door de Verenigde Staten. Kort daarop volgde de SNA 1851 die in 1854 werd vervangen door de Merchant Shipping Act (MSA 1854). In 1862 volgde een volledige herziening in de Merchant Shipping Ammendment Act. Rond 1864 hadden meer dan dertig landen deze wetgeving overgenomen. Aanvullingen en wijzigingen volgden daarna met MSA 1873 en MSA 1894.
In 1889 werd de eerste internationale maritieme conferentie gehouden, de Conferentie van Washington. De bepalingen die hier werden overeengekomen traden in 1897 in werking en werden overgenomen door alle betrokken landen, al was er geen formeel verdrag gesloten.
Op 10 juni 1948 werd tijdens de Internationaal Conferentie voor de beveiliging van mensenlevens op zee niet alleen een nieuw SOLAS-verdrag overeengekomen, maar ook een nieuwe versie van de Internationale Bepalingen ter voorkoming van aanvaring op zee. Dit trad op 1 januari 1954 in werking. Ook op 17 juni 1960 werden zowel een nieuw SOLAS-verdrag als nieuwe bepalingen aangenomen die op 1 september 1965 van kracht werden. De belangrijkste toevoeging hier was die op het gebied van het gedrag bij beperkt zicht. Zonder het bij naam te noemen, werd hier gerefereerd aan radar door te spreken over waarneming van schepen buiten zicht- en hoorbaar bereik.
Op 20 oktober 1972 werd wederom een nieuw verdrag overeengekomen dat op 15 juli 1977 in werking trad. De belangrijkste vernieuwing hier was de introductie van verkeersscheidingsstelsels.

## Aansprakelijkheid
Het huidige verdrag kent geen regels ten aanzien van de aansprakelijkheid. Deze zijn vastgelegd in het Brussels Aanvaringsverdrag.